# Boningen

Boningen es una comuna suiza del cantón de Soleura, situada en el distrito de Olten. Limita al norte con la comuna de Kappel, al este con Olten y Rothrist (AG), con quien también limita al sur, al suroeste con Murgenthal (AG) y Fulenbach, y al oeste con Gunzgen.

## Enlaces externos

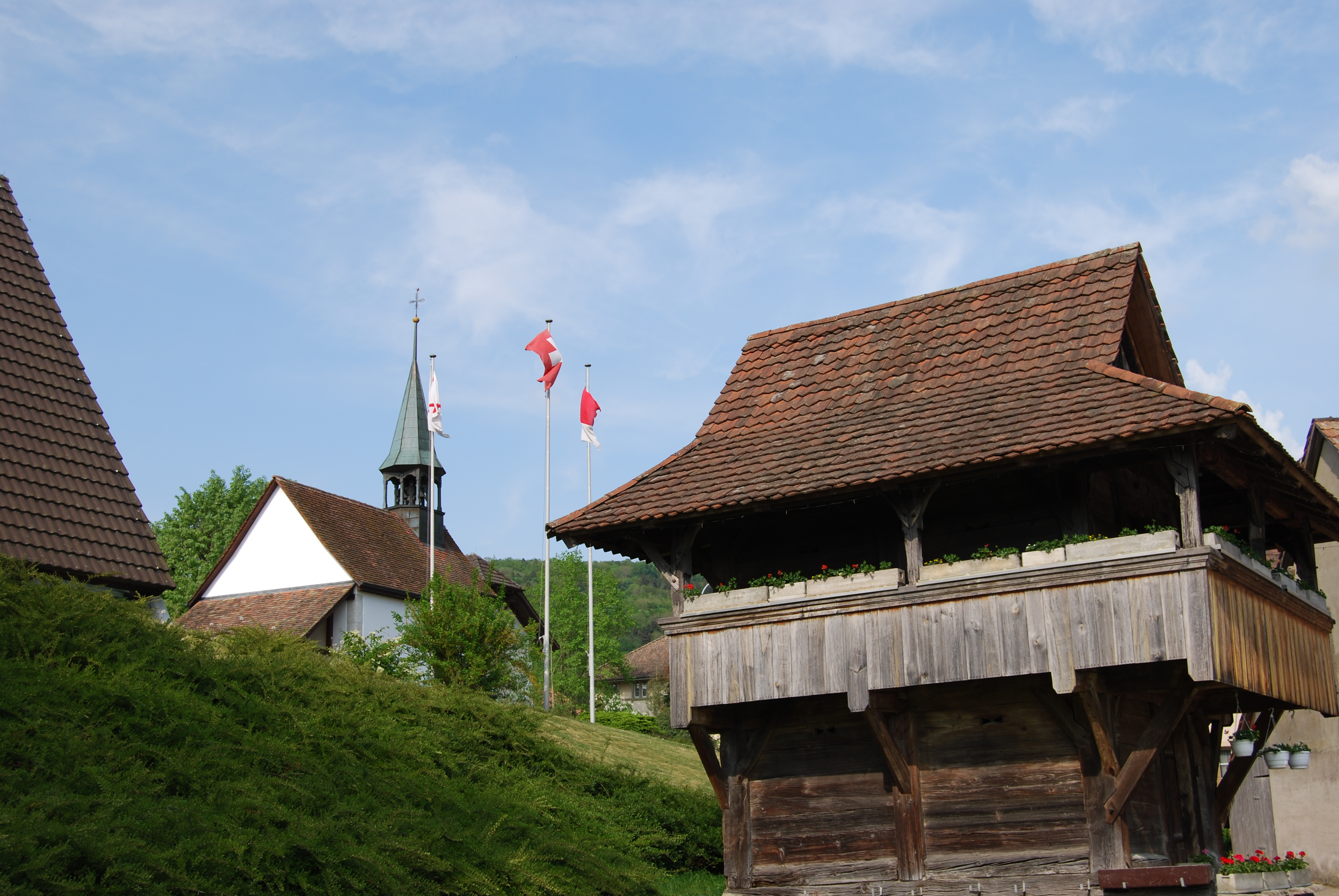
Boningen